# Neotridactylus rentzi
Neotridactylus rentzi is een rechtvleugelig insect uit de familie Tridactylidae. De wetenschappelijke naam van deze soort is voor het eerst geldig gepubliceerd in 1976 door Günther.